# 瓦利德·席迪克·穆罕默德
瓦利德·席迪克·穆罕默德（Walid Sedik Mohamed，1993年8月22日—）是一名埃及拳擊運動員，主攻次中量級項目。他曾獲得非洲拳擊錦標賽男子次中量級亞軍。

## 外部連結
- AIBA （页面存档备份，存于）